# Fabien Robert
Pour les articles homonymes, voir Robert.
Fabien Robert, né le 6 janvier 1989 à Hennebont (Morbihan), est un footballeur professionnel français.

## Biographie
Il commence à jouer au football à l'AS Lanester puis arrive dès la catégorie benjamins au FC Lorient où il décroche plusieurs années plus tard un contrat Elite Professionnel de 5 ans  avec le club évoluant en Ligue 1. 
Le 13 juillet 2009, il est prêté à l'US Boulogne, fraîchement promue en Ligue 1. À son retour de prêt, son contrat est prolongé jusqu'en 2015. 
Le 30 janvier 2012, il est prêté au club anglais des Doncaster Rovers en Championship jusqu'à la fin de la saison. 
Son contrat avec Lorient prend fin à l'été 2015 avec 72 apparitions. 
Le 30 juillet 2015, Robert s'engage pour une saison (plus une avec option) avec Swindon Town, en League One.
Début septembre 2016, il s'engage avec le Forest Green Rovers FC, club de National League, où il retrouve le manager Mark Cooper qu'il a côtoyé à Swindon et remportera la promotion en League Two via play off à Wembley.

## Sélection
- 1 sélection en équipe de Bretagne en 2008 (Bretagne–Congo : 3-1), 1 but.